# Aksel Leth
Aksel Nok Leth (* 30. Mai 1988 in Dänemark) ist ein dänischer Schauspieler.

## Leben und Wirken
Sein erster Film war Theis und Nico, der auch damals für einen Oscar nominiert war und zahlreiche Dänische Filmpreise gewann. Allerdings spielte er da nur eine Nebenrolle. Erst durch den Film Olsenbande Junior, der eine Jugendversion der Olsenbande ist, spielte er die Hauptrolle des Egon Olsen und wurde dadurch in ganz Dänemark bekannt. Erfolgreich war er im Jahr 2004 auch mit seinem nächsten Film Der Fakir. Zudem betätigte sich Leth auch mehrmals als Regieassistent.  
Aksel Leth ist der Sohn der Filmproduzentin Karoline Leth (* 1964), der Bruder von Emma Leth, der Enkel des Schauspielers Jørgen Leth und der Neffe des Regisseurs Asger Leth und des Komponisten Kristian Leth.

## Filmografie
- 1998: Theis und Nico (Bror, min bror, als Theis)
- 1999: Katja und der Falke (Falkehjerte, als Kasper)
- 2001: Olsenbande Junior (Olsen Banden Junior, als Egon)
- 2004: Der Fakir (Fakiren fra Bilbao, als Tom)
- 2005: Young Andersen (Unge Andersen, als Latinskoledreng)
- 2011: 4x1 (Fernsehserie)